# Động mạch phế quản
Trong cơ thể người, động mạch phế quản cung cấp dinh dưỡng và oxy cho phổi. Mặc dù có nhiều biến thể nhưng thường có hai động mạch phế quản đến phổi trái và một động mạch đến phổi phải.

## Cấu trúc
Các động mạch phế quản trái (trên và dưới) thường xuất phát trực tiếp từ động mạch chủ ngực.
Động mạch phế quản phải thường xuất phát từ: 
- 1) Động mạch chủ ngực tại thân chung với động mạch liên sườn sau thứ 3 bên phải
- 2) Động mạch phế quản trên trái
- 3) Bất kỳ động mạch gian sườn phải, hay gặp nhất là động mạch gian sườn sau thứ ba bên phải.

## Chức năng
Động mạch phế quản cung cấp máu cho phế quản và mô liên kết của phổi. Chúng đi kèm và phân nhánh cho các phế quản, tận cùng ở tiểu phế quản.  Chúng nối với các nhánh của động mạch phổi và cùng nhau cấp máu cho lá tạng của phổi.
Chú ý răng hầu hế máu giàu oxy cung cấp bởi động mạch phế quản sẽ trở về tĩnh mạch phổi hơn là tĩnh mạch phế quản. Do đó, máu trở về tim trái hơi ít oxy hơn máu ở mao mạch phổi. 
Mỗi động mạch phế quản có một nhánh cấp máu cho thực quản. 

## Lâm sàng
Động mạch phổi thường giãn và ngoằn ngoèo trong tăng áp phổi mạn tính do thuyên tắc huyết khối.
Nhờ các kỹ thuật phẫu thuật hiện đại, nối cuống phổi có thể lành dễ dàng mà không cần nối lại động mạch phế quản do động mạch phế quản thường bị loại bỏ trong cấy ghép phổi, thay vào đó hệ vi mạch mới sẽ phát triển từ tuần hoàn phổi để tưới máu cho phổi.
Phình động mạch phế quản tương tự như phình động mạch chủ.